# Bobines de Helmholtz
 (janvier 2017).
Si vous disposez d'ouvrages ou d'articles de référence ou si vous connaissez des sites web de qualité traitant du thème abordé ici, merci de compléter l'article en donnant les références utiles à sa vérifiabilité et en les liant à la section « Notes et références ».
Pour les articles homonymes, voir bobine.

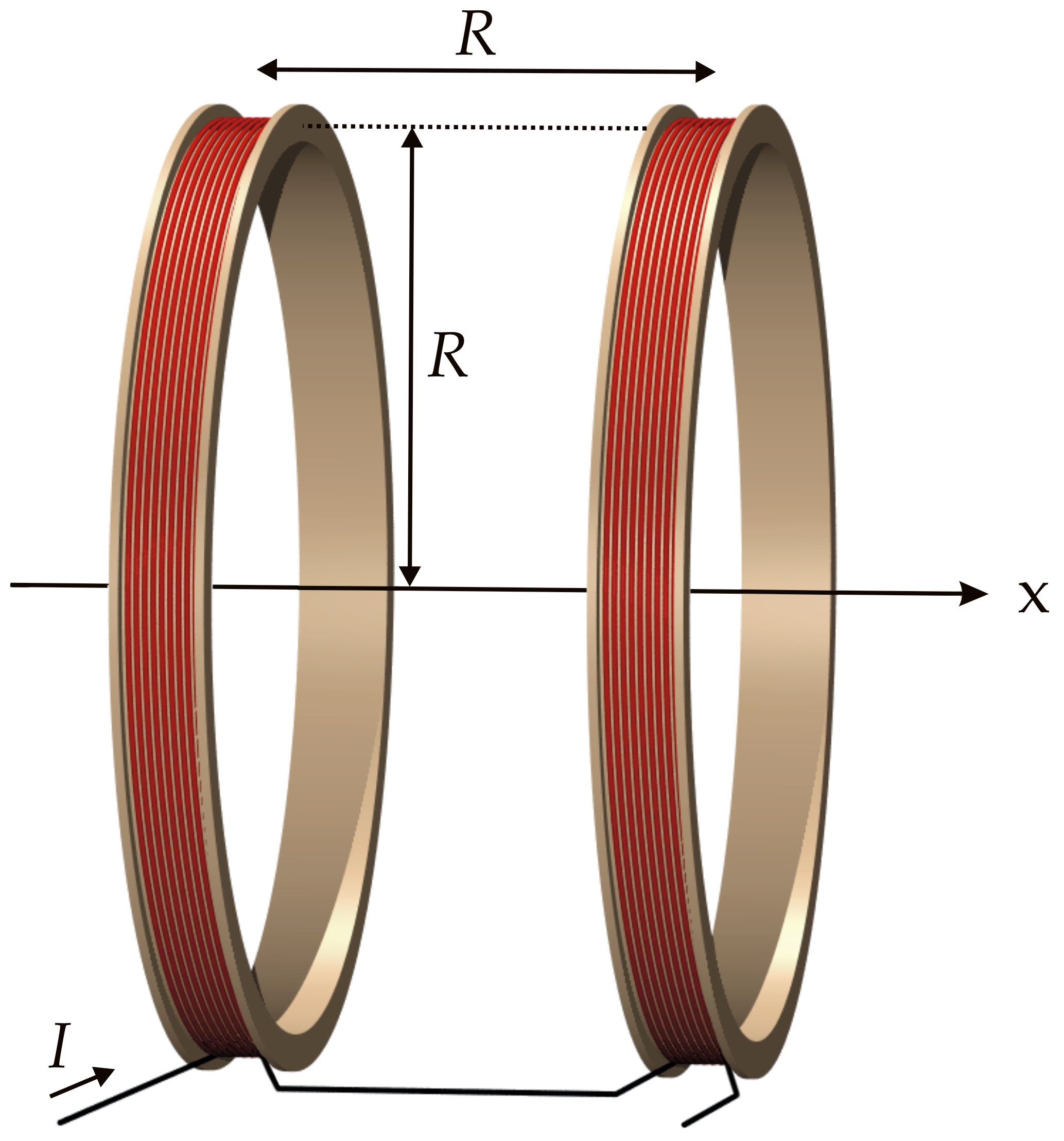
Schéma représentant des bobines de Helmholtz.

Les bobines de Helmholtz, du nom de Hermann Ludwig von Helmholtz, sont un dispositif constitué de deux bobines circulaires de même rayon, parallèles, et placées l'une en face de l'autre à une distance égale à leur rayon. En faisant circuler du courant électrique dans ces bobines, un champ magnétique est créé dans leur voisinage, qui a la particularité d'être relativement uniforme au centre du dispositif dans un volume plus petit que les bobines elles-mêmes.
Ce type de bobines est souvent utilisé en physique pour créer des champs magnétiques quasi-uniformes relativement faibles avec peu de matériel. On peut par exemple s'en servir pour éliminer le champ magnétique terrestre afin qu'il ne perturbe pas une expérience.
Ce modèle est l'aboutissement d'une succession de travaux qui s'inscrivent dans la lignée de Luigi Galvani et qui avaient pour objectif de comprendre et de reproduire, à des fins pédagogiques, le mécanisme du biosignal en électrophysiologie.

## Modélisation
On peut modéliser les bobines de Helmholtz par deux associations de {\displaystyle n} spires de rayon {\displaystyle R}, parcourues par un courant {\displaystyle I} et séparées d'une distance {\displaystyle R} (voir champ d'une spire de courant).

### Champ le long de l'axe

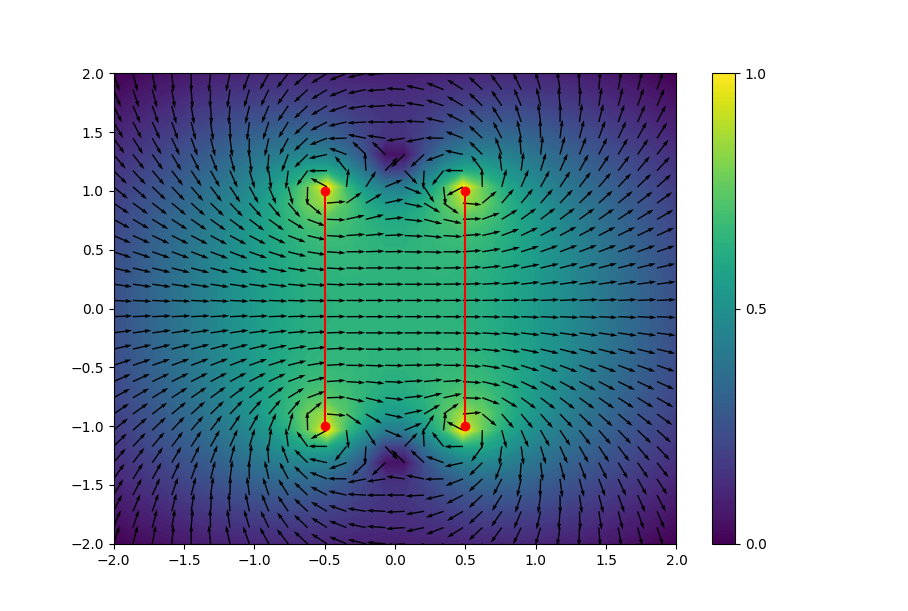
Simulation du champ magnétique produit par deux bobines de Helmholtz dans le plan Oxz. Les deux bobines d'axe Oz sont symbolisées par les traits rouges et sont séparées d'une distance égale à leur rayon. La norme du champ est indiquée en couleur en échelle logarithmique et normalisée. L'orientation du champ est indiquée par les flèches noires.

On peut calculer l'expression du champ magnétique, via la loi de Biot et Savart, sur l'axe des bobines à partir du champ créé par une bobine sur son axe à une distance {\displaystyle x} de son centre :
où {\displaystyle \mu _{0}} est la perméabilité magnétique du vide.
Le champ magnétique d'une bobine de {\displaystyle n} spires dont le plan de la bobine est centré en {\displaystyle x=+R/2} (champ {\displaystyle B_{1}(x)}) s'écrit
tandis que le champ magnétique d'une bobine de n spires dont le plan de la bobine est centré en {\displaystyle x=-R/2} (champ {\displaystyle B_{2}(x)}) s'écrit
Le théorème de superposition (qui découle de la linéarité des équations de Maxwell) nous permet alors d'affirmer que le champ total sur l'axe des bobines {\displaystyle B_{\text{Helmholtz}}} est la somme des 2 champs magnétiques précédent, soit
On a alors au centre du système un champ magnétique
On fait apparaître ici les dépendances de la norme du champ aux paramètre du système. Celle ci augmente avec l'intensité {\displaystyle I} et le nombre de spires {\displaystyle n} et diminue avec le rayon des bobines {\displaystyle R}.
On peut également définir l'homogénéité du champ magnétique {\displaystyle B(x)/B_{0}} qui est supérieure à {\displaystyle 99\%} sur une distance environ égale à {\textstyle {\frac {2}{3}}R} au centre du système. On peut augmenter cette distance en ajoutant des bobines comme avec les bobines de Maxwell.

### Configuration anti-Helmholtz

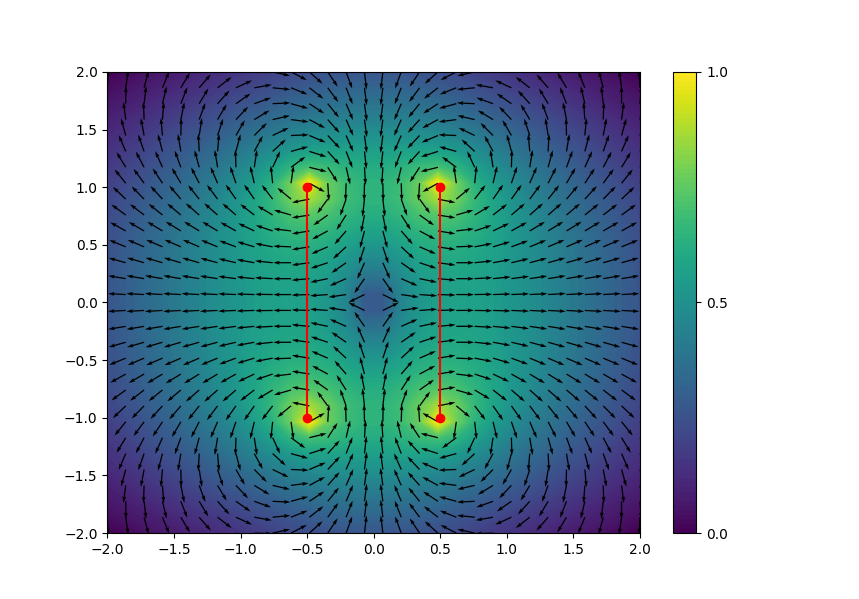
Simulation du champ magnétique produit par deux bobines en configuration anti-Helmholtz dans le plan Oxz. Les deux bobines sont symbolisées par les traits rouges et d'axe Oz et sont séparées d'une distance égale à leur rayon. La norme du champ est indiquée en couleur en échelle logarithmique et normalisée. L'orientation du champ est indiquée par les flèches noires.

Il est également possible d'utiliser ce dispositif pour créer un piège magnétique. Pour ce faire, on fait circuler des courants opposés dans chacune des bobines. De cette manière, on obtient au centre du piège un champ magnétique nul par symétrie et un gradient de champ magnétique. Un matériau diamagnétique (donc de susceptibilité magnétique {\displaystyle \chi <0}) a tendance à "expulser" le champ magnétique. Il va donc se diriger vers le minimum de champ au centre du piège puis oscillera autour de cette position d'équilibre (on verra que ce piège est un piège harmonique). Ce piège est notamment utilisé pour faire léviter des supraconducteurs qui sont des diamagnétiques parfaits ({\displaystyle \chi =0}).

#### Champ proche du centre du piège
Considérons de nouveau deux bobines de {\displaystyle n} spires de rayon {\displaystyle R} séparées d'une distance {\displaystyle 2a} respectivement parcourues par un courant d'intensité {\displaystyle +I} et {\displaystyle -I}. D'après la loi de Biot et Savart, le champ magnétique généré par une bobine de {\displaystyle n} spires de rayon {\displaystyle R} parcourue par un courant d'intensité {\displaystyle I} en un point {\displaystyle {\vec {r}}} de l'espace est
(on imagine ici que la bobine est infiniment fine). Loin de la bobine, i.e. {\displaystyle |{\vec {r}}|\ll |{\vec {r}}'|}, on peut simplifier cette expression avec la série {\displaystyle {\frac {1}{|{\vec {r}}-{\vec {r}}'|^{3}}}={\frac {1}{|{\vec {r}}'|^{3}}}+{\frac {3{\vec {r}}\cdot {\vec {r}}'}{|{\vec {r}}'|^{5}}}\,+\,...} , on obtient alors
Il est possible de calculer ces intégrales pour chacune des bobines dans l'approximation {\displaystyle |{\vec {r}}|\ll R}. En notant respectivement {\displaystyle {\vec {B}}_{\pm a,\pm I}} le champ magnétique généré par la bobine située en {\displaystyle x=\pm a} parcourue par un courant {\displaystyle \pm I} on obtient 
A l'aide du théorème de superposition, on en déduit le champ proche du centre du piège (i.e. {\displaystyle |{\vec {r}}|\ll R}) au premier ordre en {\displaystyle |{\vec {r}}|}
Où {\displaystyle b_{z}\equiv {\frac {3\mu _{0}nIaR^{2}}{(R^{2}+a^{2})^{5/2}}}} est homogène à un gradient de champ magnétique (unité T m-1). Finalement, on a au centre du piège un champ de la forme
avec {\displaystyle b_{x}=b_{y}=-b_{z}/2}. Il est également possible de produire un champ tel que {\displaystyle b_{x}\neq b_{y}} en utilisant des bobines elliptiques.

#### Harmonicité du piège
La force qu'exerce un tel champ magnétique sur une bille supraconductrice de volume {\displaystyle V} centrée en {\displaystyle {\vec {r}}=(x,y,z)} est déduite de la résolution analytique des équations de Maxwell-London et vaut
La projection du principe fondamental de la dynamique selon un axe {\displaystyle \alpha \in \{x,y,z\}} donne
où {\displaystyle \rho } est la masse volumique de la bille et les {\displaystyle f_{\alpha }} les fréquences propres de translation de la bille selon les trois axes. On a donc créé un piège harmonique en trois dimensions.

## Bobines de laboratoire
Les caractéristiques typiques de ces bobines sont : {\displaystyle R\sim 10} cm, {\displaystyle I\sim 1} A, {\displaystyle n\sim 10}. Le champ magnétique obtenu au centre vaut donc environ {\displaystyle 10^{-4}} T, ce qui correspond à peu près au champ magnétique terrestre (environ {\displaystyle 65~\mu {\text{T}}} aux pôles contre {\displaystyle 45~\mu {\text{T}}}  en France).
Une façon d'obtenir un champ magnétique d'une meilleure uniformité est d'utiliser un solénoïde, mais il présente l'inconvénient d'être plus encombrant que les bobines de Helmholtz, et donc parfois impossible à utiliser. Les bobines de Helmholtz ont en effet l'avantage d'avoir une distribution de champ uniforme dans une zone de l'espace très accessible entre les deux bobines.
Pour obtenir des champs magnétiques plus intenses, il est nécessaire d'utiliser un matériau ferromagnétique doux plus coûteux comme pour un électroaimant. Cependant l'absence d'hystérésis dans les bobines sans noyau ferromagnétique les font préférer aux électroaimants dans les cas où le champ doit être précisément calibré autour du zéro et dans les études à haute fréquence.

## Applications
- Les bobines de Helmholtz sont utilisées pour étalonner les magnétomètres.
- Les bobines de Helmholtz sont utilisées pour créer des volumes dans lequel on compense le champ magnétique terrestre.
- C'est une succession de bobines de Helmholtz qui permet le confinement magnétique du plasma dans un Tokamak.